# Taina celor trei ochi

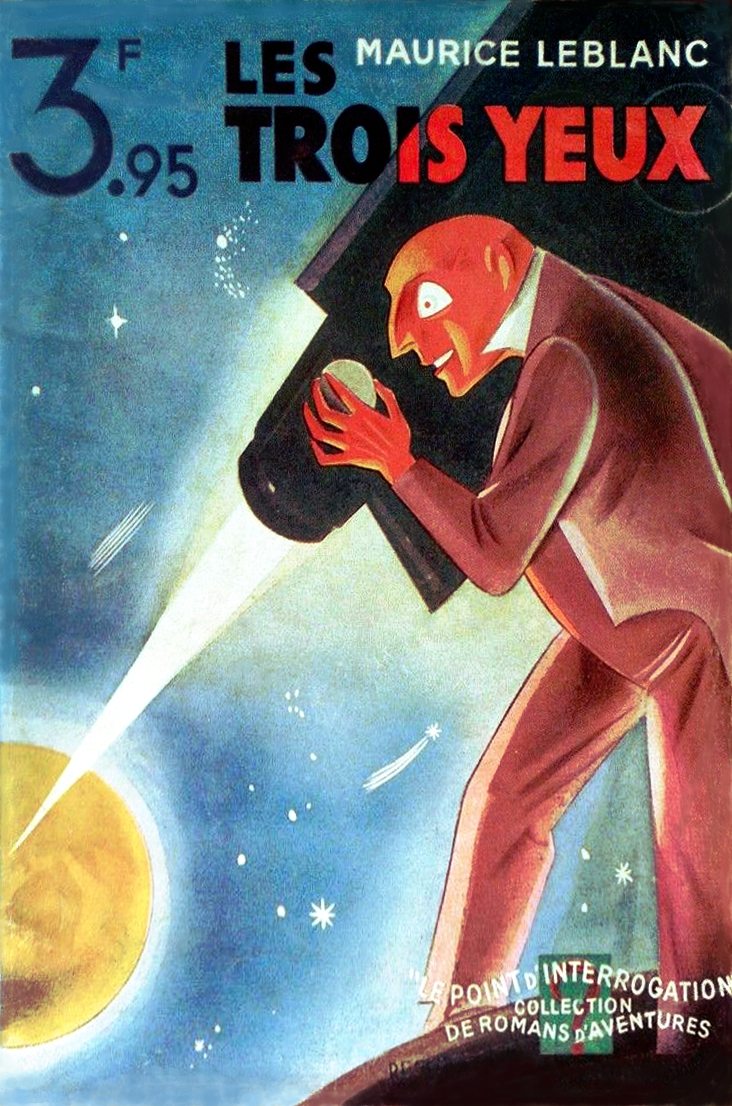
Coperta volumului publicat în 1935.

Taina celor trei ochi (în franceză Les Trois Yeux) este un roman de anticipație scris de Maurice Leblanc, apărut mai întâi în două numere ale revistei lunare Je sais tout, nr. 164 (15 iulie 1919) și 167 (15 octombrie 1919). El a fost publicat pentru prima oară în volum de Laffite în 1920.

## Rezumat
Victorien Beaugrand (povestitorul) își petrece vacanța la unchiul său, Noël Dorgeroux, din Meudon, așteptând numirea sa ca profesor la Grenoble. El întreține o idilă cu Bérangère Massignac, fina unchiului său. Dorgeroux, cercetător solitar care lucrează în secret într-un laborator aflat în spatele curții, îi va dezvălui că se află în curs de finalizare a unei descoperiri fantastice care l-a bulversat. O bucată de zid misterios pe care cercetătorul îl ascunde de obicei sub un văl negru face să apară, odată activat, un ochi stilizat imens (un fel de „triunghi cu laturi curbate”), în interiorul căruia doi ochi expresivi par să se miște ca și cum ar fi vii. Apoi se derulează în fața ochilor privitorilor o fantasmagorie. Cei doi bărbați își dau seama în curând că de fiecare dată, se proiectează pe zid un „film” al unui eveniment din trecut de care au luat cunoștință în timpul existenței lor; și, în scurtă vreme, ei conștientizează că cei doi ochi sunt, de fapt, privirea personajului principal al evenimentului care se va derula pe zid. Faptele povestite devin din ce în ce mai apropiate în timp... În cele din urmă, Dorgeroux decide să-și transforme curtea și laboratorul într-un amfiteatru cu scopul de a pune invenția la dispoziția publicului și de a câștiga banii necesari pentru continuarea cercetării.
Într-o zi, Victorien care a revenit la postul său din Grenoble, primește o scrisoare de la unchiul său în care acesta declară că se simte spionat și „obiectul ununi complot urzit cu dibăcie”. În plic i se trimite și o dare de seamă, dar aceasta este furată înainte de a ajunge în mâinile destinatarului. Neliniștit, Victorien pleacă la Meudon, dar ajunge prea târziu, își găsește unchiul ucis, formula chimică furată și pe Bérangère dispărută. Apucă să vadă ochii criminalului și pe complicele acestuia, dar nu reușește să-i prindă.
După o perioadă, în preajma zilei de 14 mai, data plănuită de unchiul său pentru deschiderea amfiteatrului, i se prezintă lui Victorien un om cu numele de Theodore Massignac, care este tatăl lui Bérangère. Cum fiica sa moștenise printr-un testament mai vechi laboratorul din spatele curții, iar aceasta era minoră, Massignac vrea să deschidă amfiteatrul la data plănuită de Dorgeroux. El anunță că a cumpărat darea de seamă furată și formula chimică de la ucigași. Victorien își dă seama că Massignac era ucigașul unchiului său, iar Bérangère îi fusese complice. În ziua de 14 mai, Massignac inaugurează amfiteatrul.

## Capitole
1. Codobatură
2. „Cercurile triunghiulare”
3. O execuție
4. Fiul lui Noël Dorgeroux
5. Sărutul
6. Neliniști
7. Bărbatul cu ochi de fiară
8. „Cineva va ieși din umbră”
9. Cel care a ieșit din umbră

## Traduceri în limba română
- Taina celor trei ochi (Editura Gaudeamus, Iași, 1993), 104 p. - traducere de Tiberiu Dăioni

## Legături externe
Materiale media legate de Taina celor trei ochi la Wikimedia Commons